# ラスベガスのホテル一覧
ラスベガスのホテル一覧（ラスベガスのホテルいちらん）では、アメリカ合衆国ネバダ州ラスベガス市および、同市に隣接する「ラスベガス」と呼ばれる地域（ラスベガス・ストリップなど）で営業中、およびかつて営業されていたホテルを列記する。
※50音順で記す（冒頭の「ザ」は表記順の考慮に入れない）。

## 営業中のホテル
- ゴールデンゲート・カジノホテル Golden Gate Casino Hotel
- アンコール・ラスベガス Encore Las Vegas
- ウィン・ラスベガス Wynn Las Vegas
- ウェスティン The Westin Las Vegas Hotel, Casino & Spa (The Westin Casuarina)
- エクスカリバー Excalibur
- M リゾート
- エル・コルテス El Cortez
- LVHラスベガス・ホテル&カジノ  The Las Vegas Hilton
- MGMグランド The MGM Grand Las Vegas
- オーリンズ The Orleans
- OYOホテル OYOHotels & Casino - 旧フーターズ
- ゴールデン・ナゲット Golden Nugget
- ザ・コスモポリタン The Cosmopolitan
- サーカス・サーカス Circus Circus
- サウスポイント　South Point
- サムズタウン SAM'S TOWN
- サハラ・ラスベガス　Sahara Las Vegas
- シーザーズ・パレス Caesars Palace
- シティ・センター The CityCenter
  - アリア Aria Resort & Casino
  - ヴィダラ Vdara Hotel & Spa
  - マンダリン・オリエンタル
- シルバーセブンス Silver Sevens - かつてのテリブルズ Terribles
- ストラトスフィア Stratosphere Las Vegas
- ダウンタウン・グランド Downtown Grand
- テキサス・ステーション Texas Station Gambling Hall & Hotel
- トレジャー・アイランド（TI） Treasure Island Hotel & Casino (TI)
- トランプ・インターナショナル・ホテル・ラスベガス Trump International Hotel Las Vegas
- ニューヨーク・ニューヨーク New York New York
- パークMGM Park MGM Las Vegas
- ハードロック・ホテル・アンド・カジノ The Hard Rock Hotel and Casino
- パームス Palms
- ハラーズ Harrah's
- ザ・パラッツオ The Palazzo
- バリーズ Bally's Las Vegas
- パリス Paris Las Vegas
- フォーシーズンズホテル Four Seasons
- フォンテインブルー  Fontainebleau
- プラネット・ハリウッド Planet Hollywood Hotel & Casino
- フラミンゴ The Flamingo Las Vegas - かつてのフラミンゴ・ヒルトン
- フリーモント Fremont
- ベネチアン The Venetian
- ベラージオ Bellagio
- ボウルダー・ステーション Boulder Station
- ホースシュー・ラスベガス Horseshoe Las Vegas - かつてのバリース
- マリオット・インターナショナル Marriott Suites
- マンダレイ・ベイ Mandalay Bay
- ミラージュ The Mirage
- リオ The Rio All Suite Hotel and Casino
- リゾート・ワールド・ラスベガス　Resorts World Las Vegas
- ザ・リンク - かつてのインペリアル・パレス
- ルクソール Luxor

## 未完成または建設中止・停止のホテル
- エシュロン・プレイス Echelon Place
- ザ・ハーモン The Harmon
- The Gansevoort Las Vegas

## かつてラスベガスにあったホテル
- アラジン・ホテル&カジノ  Alladin Hotel and Casino - 現在のプラネット・ハリウッド
- インペリアル・パレス Imperial Palace - ザ・クワッドにリネーム
- エル・ランチョ El Rancho Casino
- SLS・ホテル SLS Hotel
- キャスト・アウェイ Castaways hotel and casino
- ザ・クワッド The Quad - ザ・リンクにリネーム
- ザ・ゴアトリアム　The goretorium
- サンズ Sands - ベネチアンがある場所にかつて存在
- サン・レモ San Remo - フーターズに買収された
- スターダスト Stardust
- ダブリュー・ホテル・カジノ・ラスベガス　W Hotel Casino Las Vegas
- トロピカーナ Tropicana Las Vegas
- デザート・イン Desert Inn - 現在のベネチアンにあったホテル
- デューンズ Dunes - 現在のベラッジオの位置にあったホテル
- ニューフロンティア・ホテル&カジノ New Frontier Hotel and Casino
- バーバリー・コースト Barbary Coast Hotel and Casino
- バリーズ Bally's Las Vegas - ホースシューにリネーム
- フーターズ・カジノ Hooter's Casino（旧サン・レモ）
- フラミンゴ・ヒルトン Flamingo Hilton - 現在のフラミンゴ
- ボードウォーク・ホテル Boardwalk Hotel and Casino
- ムーラン・ルージュ・ホテル
- ラスベガス・ヒルトン Las Vegas Hilton - 現在のLVHラスベガス・ホテル&カジノ
- リヴィエラ The Riviera Hotel & Casino